# Brian Palermo
Brian Palermo es un actor y comediante estadounidense que ha trabajado en series de televisión, anuncios publicitarios y películas. También es un escritor cuyos créditos incluyen Histeria! de Warner Brothers, Dave the Barbarian de Disney y The Weekenders de Disney.
Sus créditos en el cine incluyen The social network, My Life In Ruins, Daddy Day Care y Big Momma's House, entre otras. En televisión ha trabajado en Entourage, Friends, Gary, Unmarried, 90210, Zeke and Luther, The Middle, State of Georgia, Will and Grace, Digimon Data Squad y Malcolm In The Middle, entre otras.
Palermo ha participado numerosas veces en The Tonight Show with Jay Leno, generalmente haciendo sketches.
Además es miembro del grupo de comedia e imporvisación "The Groundlings", ubicado en Hollywood, California. Con esta compañía, actúa y da clases. Ha actuado con otros comediantes como Will Ferrell, Eddie Izzard y Harland Williams.
Palermo nació y creció en New Orleans, Louisiana. Asistió a la primaria St. Clement of Rome, a la secundaria Archbishop Rummel y a la Universidad de New Orleans. Consiguió un Bachelor of Arts en comunicación.
En 1988 ganó el premio "Big Easy" al mejor actor por su interpretación de Teach en American Buffalo de David Mamet.